# Betamax

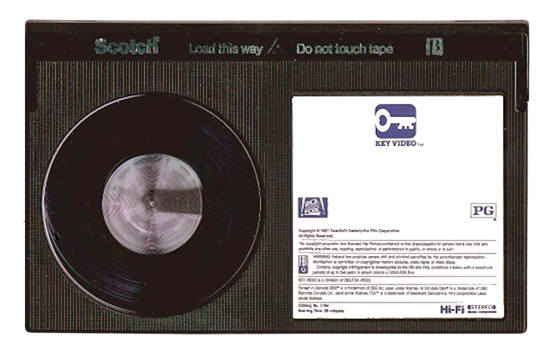
Betamax-videocassette

Betamax was een standaard voor videorecorders en videocassettes. Het systeem werd in 1975 door Sony op de markt gebracht.
Betamax heeft in de jaren tachtig met Video 2000 en VHS gestreden om de standaard voor videorecorders. Deze strijd werd uiteindelijk gewonnen door het VHS-systeem. Bepalend hiervoor waren allereerst de ruimere beschikbaarheid van diverse films in de videotheken, daarnaast speelden ook de kosten voor afspeelapparatuur en de beschikbare opnameduur een rol. Betamax was kwalitatief beter vanwege de hogere resolutie (260 beeldlijnen tegenover 240 lijnen), betere geluidskwaliteit en een stabieler beeld. Betamax-videorecorders waren tevens robuuster dan VHS videorecorders.
Betamax werd gedurende de jaren '80 verder doorontwikkeld. Een kort overzicht:
In juni 1983 introduceerde Sony hifi-audio op videoband als Beta Hi-Fi. 
SuperBeta (High Band), geïntroduceerd in 1985 was een volgende ontwikkeling in het Betamax consumentensegment. De resolutie van deze versie lag rond de 290 beeldlijnen. 
In 1988 kwam als laatste ontwikkeling voor de consumentenmarkt, ED Beta (Extended Definition Beta). Het had een superieure resolutie van 500 beeldijnen (SuperVHS bood inmiddels 420 lijnen). Hiervoor moest men wel speciale (en dure) Betamax Metaltape gebruiken. Ook de prijs van de apparatuur lag inmiddels ver boven het bedrag dat de gemiddelde consument wenste te besteden.
Een doorontwikkeling van van Betamax, te weten Betacam, is decennialang de standaard in de professionele uitzendwereld.

## Einde productie
Op 10 november 2015 kondigde Sony aan te stoppen met de productie van Betamax-videocassettes. Hiermee kwam een einde aan bijna 41 jaar van continue productie.